# Beninsko-nigerijska granica
Granica Benina i Nigerije duga je 809 km, a proteže se od tromeđe s Nigerom na sjeveru do Beninskog zaljeva na jugu.

## Opis
Granica počinje na sjeveru na tromeđi s Nigerom u rijeci Niger, a zatim se nastavlja u smjeru otprilike od juga prema jugozapadu kopnom, do rijeke Okpara istočno od Warie. Granica zatim nastavlja prema jugu, prateći Okparu u dužini od oko 160 km, razne male potoke i nekoliko kopnenih dijelova, prije nego što završi u Beninskom zaljevu. 

## Povijest
Tijekom druge polovice 19. stoljeća Francuska je počela stvarati mala trgovačka naselja na zapadnoafričkoj obali. Godine 1851. potpisan je ugovor o prijateljstvu između Francuske i Kraljevine Dahomej u današnjem južnom Beninu, nakon čega je 1863. uslijedilo stvaranje protektorata u Porto-Novu. Kolonija Dahomej (bivše ime Benina) proglašena je 1894. i kasnije je 1899. uključena u mnogo veću federalnu koloniju Francuske zapadne Afrike (Afrique occidentale française, skraćeno AOF). U međuvremenu, Britanija je (putem Royal Niger Company) upravljala područjem oko Lagosa od 1861. i Protektoratom Obale Nigera (Calabar je okolno područje) od 1884. Kako se Britanija širila u unutrašnjost, stvorene su dvije kolonije - protektorat južne Nigerije i protektorat sjeverne Nigerije. Godine 1900. uprava nad ovim područjima prebačena je na britansku vladu, a sjeverni i južni (uključujući Lagos i Calabar) protektorati ujedinjeni su u koloniju Nigerije 1914.
Grubo razgraničenje između dva teritorija sve do 9. paralele na sjeveru dogovoreno je 10. kolovoza 1889.; ovo je dalje detaljnije razjašnjeno sporazumom od 12. listopada 1896. Anglo-francuski ugovor od 14. lipnja 1898. potvrdio je ovu granicu i produžio je prema sjeveru do rijeke Niger. Ta je granica potvrđena ugovorom od 19. listopada 1906., s nekim manjim promjenama učinjenim 1912. nakon razgraničenja na terenu koje su kasnije službeno finalizirane razmjenom nota 1914. Dionica između Atlantika i rijeke Okpara označena je na terenu sa 142 betonska bloka, a granicu čini ravna linija između njih. 
Kako je pokret za dekolonizaciju rastao u razdoblju nakon Drugog svjetskog rata, Britanija i Francuska postupno su davale više političkih prava i zastupljenosti svojim afričkim kolonijama. Dahomej je proglasio punu neovisnost 1. kolovoza 1960., a nakon toga Nigerija 1. listopada 1960., a njihova međusobna granica postala je međunarodna granica između dviju država.
Do 2004.-05. nedostajale su mnoge granične oznake s izvornog razgraničenja, što je natjeralo Benin i Nigeriju da ponovno razgraniče neke dijelove granice.

## Naselja uz granicu
| Benin                                                                          | Nigerija                                                    |
| ------------------------------------------------------------------------------ | ----------------------------------------------------------- |
| - Mandécali - Segbana - Néganzi - Basso - Waria - Adékambi - Pobè - Porto-Novo | - Bani - Samia - Swate - Babana - Yashikera - Suya - Orieke |